# Municipio de Fairfax (Iowa)
El municipio de Fairfax (en inglés: Fairfax Township) es un municipio ubicado en el condado de Linn en el estado estadounidense de Iowa. En el año 2010 tenía una población de 3533 habitantes y una densidad poblacional de 42,67 personas por km².

## Geografía
El municipio de Fairfax se encuentra ubicado en las coordenadas 41°53′53″N 91°46′46″O / 41.89806, -91.77944. Según la Oficina del Censo de los Estados Unidos, el municipio tiene una superficie total de 82.79 km², de la cual 82,74 km² corresponden a tierra firme y (0,06 %) 0,05 km² es agua.

## Demografía
Según el censo de 2010, había 3533 personas residiendo en el municipio de Fairfax. La densidad de población era de 42,67 hab./km². De los 3533 habitantes, el municipio de Fairfax estaba compuesto por el 97,4 % blancos, el 0,76 % eran afroamericanos, el 0,11 % eran amerindios, el 0,79 % eran asiáticos, el 0,34 % eran de otras razas y el 0,59 % eran de una mezcla de razas. Del total de la población el 1,27 % eran hispanos o latinos de cualquier raza.